# Ojo de Agua, Jesús Carranza
Ojo de Agua är en ort i Mexiko.   Den ligger i kommunen Jesús Carranza och delstaten Veracruz, i den sydöstra delen av landet, 500 km öster om huvudstaden Mexico City. Ojo de Agua ligger 62 meter över havet och antalet invånare är 124.
Terrängen runt Ojo de Agua är huvudsakligen platt. Ojo de Agua ligger uppe på en höjd. Runt Ojo de Agua är det glesbefolkat, med 10 invånare per kvadratkilometer. Närmaste större samhälle är El Zapotal, 5,1 km söder om Ojo de Agua. Omgivningarna runt Ojo de Agua är en mosaik av jordbruksmark och naturlig växtlighet.